# إيزوبوتيلين
إيزوبوتيلين (2-ميثيل البروبين) هو مركب عضوي هيدروكربوني صيغته C4H8، ويوجد في الشروط القياسية على شكل غاز عديم اللون قابل للاشتعال.
ينتمي إيزوبوتيلين إلى الأولفينات، وهو أحد مصاوغات البوتين.

## التحضير
يمكن أن يحضر إيزوبوتيلين على مستوى صناعي من تفاعل بلمهة (نزع الماء) من ثالثي البوتانول؛ أو من تفاعل نزع الهيدروجين الحفزي لمركب إيزوبوتان.
كما يستحصل على هذا المركب ناتجاً ثانوياً في عملية تحضير مركب النيوهكسين.

## الاستخدامات
يدخل إيزوبوتيلين في تحضير عدة مركبات عضوية أخرى، فعلى سبيل المثال يعطي التفاعل مع الميثانول والإيثانول مركبات ميثيل ثالثي بوتيل الإيثر (MTBE) وإيثيل ثالثي بوتيل الإيثر (ETBE) على الترتيب.